# Судзуки, Мунэо
Мунэо Судзуки (яп. 鈴木 宗男 Судзуки Мунэо, род. 31 января 1948) — японский политик. Депутат Палаты представителей Парламента Японии. Создатель и глава политической партии Новая партия Дайти (яп. 新党大地 Синто: Дайти, букв. Новая партия Большой Земли).
В 1990-х—2000-х годах в качестве депутата Парламента Японии Мунэо Судзуки активно участвовал в поисках компромисса с Россией по проблеме российско-японского спора о принадлежности Южных Курил и даже, по некоторым сведениям, одно время фактически курировал политику Токио в отношении России. В 2004 году был обвинён в коррупции и осуждён на 2 года тюрьмы. Судзуки приписывают слова о том, что спорные острова «Японии вообще не нужны». По инициативе Судзуки на острове Кунашир был построен так называемый Дом дружбы между российским и японским народами, который японская пресса окрестила «Мунэо Хаусу» — «Дом Мунэо». Указывает, что стал в апреле 2000 года первым иностранным политиком, которого Путин принял после своего избрания президентом.
В настоящее время Судзуки является Председателем Комитета по иностранным делам Палаты представителей Парламента Японии.